# FN:s generalförsamlings resolution 68/262

Resultat av FN:s generalförsamlings omröstning om Ukrainas territoriella integritet.
För
Mot
Avstod
Frånvarande vid omröstningen

Karta som visar röstfördelningen vid FN:s generalförsamlings resolution 68/262 i Europa.
För
Mot
Avstod
Frånvarande
Ej FN-medlem

En karta som visar röstfördelningen vid FN:s generalförsamlings resolution 68/262 i Afrika.
För
Mot
Avstod
Frånvarande
Ej FN-medlem

Förenta nationernas generalförsamlings resolution 68/262 är en resolution som antogs 27 mars 2014. Den antogs under Generalförsamlingens 68:e session, som en reaktion på Krimkrisen 2014, och betitlades "Ukrainas territoriella integritet" (engelska: Territorial integrity of Ukraine). Resolutionen stöddes av 100 av FN:s medlemsstater och bekräftade FN:s erkännande av Krim som en del av Ukraina. Den förtydligade att man såg Folkomröstningen i Krim 2014 som ogiltig. Armenien, Bolivia, Kuba, Nicaragua, Nordkorea, Ryssland, Sudan, Syrien, Venezuela, Vitryssland och Zimbabwe röstade alla emot resolutionen. 58 länder lade ner sin röst och ytterligare 24 stater var frånvarande vid omröstningen.

## Beskrivning

### Bakgrund
Resolutionsförslaget lades fram av Kanada, Costa Rica, Tyskland, Litauen och Ukraina. Resolutionen antogs efter ett flertal misslyckade försök att lösa frågan i Säkerhetsrådet, försök som varje gång stupade på Rysslands veto.

### Ståndpunkter och reaktioner
Cyperns FN-delegat Nikos Emiliou, som var för resolutionen, sa att "Cypern stryker under betydelsen av att respektera de grundläggande principerna om alla staters – inklusive Ukrainas – suveränitet, territoriell integritet och självständighet". Emiliou uppmanade till att låta undersöka alla relaterade våldshandlingar och bad Ryssland att bidra till en diplomatisk lösning av det hela.
Kina var ett av länderna som avstod från att rösta. Landets FN-delegat Liu Jieyi uttalade att "med tanke på de pågående diplomatiska medlingsförsöken av berörda parter, skulle ett försök att tvinga fram en resolution i den ukrainska frågan bara bidra till att ytterligare komplicera situationen".
28 mars 2014 uttalade sig Ryssland i frågan. Man sa att resolutionen var kontraproduktiv och anklagade Västmakterna för att använda utpressning och hot i sin strävan att trumma samman ja-röster.

## Röstfördelning
| Röst        | Röstsiffror | Stater | Procent av jordens befolkning | Procent av rösterna | Procent av sammanlagt antal FN-medlemmar |
| ----------- | ----------- | --- | ----------------------------- | ------------------- | ---------------------------------------- |
| För         | 100         | Albanien, Andorra, Australien, Azerbajdzjan, Bahamas, Bahrain, Barbados, Belgien, Benin, Bhutan, Bulgarien, Centralafrikanska republiken, Chile, Colombia, Costa Rica, Cypern, Danmark, Dominikanska republiken, Estland, Filippinerna, Finland, Frankrike, Georgien, Grekland, Guatemala, Guinea, Haiti, Honduras, Island, Indonesien, Irland, Italien, Japan, Jordanien, Kamerun, Kanada, Kap Verde, Kiribati, Kongo-Kinshasa, Kroatien, Kuwait, Lettland, Liberia, Libyen, Liechtenstein, Litauen, Luxemburg, Makedonien, Madagaskar, Malawi, Malaysia, Maldiverna, Malta, Marshallöarna, Mauritius, Mexiko, Mikronesiska federationen, Moldavien, Monaco, Montenegro, Nederländerna, Nya Zeeland, Niger, Nigeria, Norge, Palau, Panama, Papua Nya Guinea, Peru, Polen, Portugal, Qatar, Rumänien, Salomonöarna, Samoa, San Marino, Saudiarabien, Schweiz, Seychellerna, Sierra Leone, Singapore, Slovakien, Slovenien, Somalia, Spanien, Storbritannien, Sverige, Sydkorea, Tchad, Thailand, Tjeckien, Togo, Trinidad och Tobago, Tunisien, Turkiet, Tyskland, Ukraina, Ungern, USA, Österrike | 33,80%                        | 59,17%              | 51,81%                                   |
| Mot         | 11          | Armenien, Bolivia, Kuba, Nicaragua, Nordkorea, Ryssland, Sudan, Syrien, Venezuela, Vitryssland, Zimbabwe | 4,49%                         | 6,51%               | 5,70%                                    |
| Avstod      | 58          | Afghanistan, Algeriet, Angola, Antigua och Barbuda, Argentina, Bangladesh, Botswana, Brasilien, Brunei, Burkina Faso, Burundi, Djibouti, Dominica, Ecuador, Egypten, El Salvador, Eritrea, Etiopien, Fiji, Gabon, Gambia, Guyana, Indien, Irak, Jamaica, Kambodja, Kazakstan, Kenya, Kina, Komorerna, Lesotho, Mali, Mauretanien, Mongoliet, Moçambique, Myanmar, Namibia, Nepal, Nauru, Pakistan, Paraguay, Rwanda, Saint Kitts och Nevis, Saint Lucia, Saint Vincent och Grenadinerna, São Tomé och Príncipe, Senegal, Sydafrika, Sydsudan, Sri Lanka, Surinam, Swaziland, Tanzania, Uganda, Uruguay, Uzbekistan, Vietnam, Zambia | 58,15%                        | 34,32%              | 30,05%                                   |
| Frånvarande | 24          | Belize, Bosnien och Hercegovina, Ekvatorialguinea, Elfenbenskusten, Förenade arabemiraten, Ghana, Grenada, Guinea-Bissau, Iran, Israel, Jemen, Kirgizistan, Kongo-Brazzaville, Laos, Libanon, Marocko, Oman, Serbien, Tadzjikistan, Tonga, Turkmenistan, Tuvalu, Vanuatu, Östtimor | 3,56%                         | –                   | 12,44%                                   |
| S:A         | 193         | – | 100%                          | 100%                | 100%                                     |